# Liste des médias de Guyane
Cet article fournit une liste des différents médias de Guyane.

## Chaînes de télévision
Les chaînes de télévision hertziennes de Guyane sont :
- Guyane La 1re, la chaine locale de France Télévisions en Guyane qui diffuse des émissions locales, des émissions en lien avec les autres DOM-TOM et quelques programmations de France 2, France 3 et France 5 dont les JT en direct ;
- France 2 ;
- France 3 sat ;
- France 4 ;
- France 5 ;
- Arte ;
- France Info ;
- KTV (ou Kourou Télévision), chaîne de télévision locale, sur Canal Satellite Caraïbes (canal 35).

### KTV
Première télévision locale associative de la Guyane créée par le Camerounais Emmanuel Toko sous le couvert de son Association Diaspora (loi de 1901). Cette association, depuis sa création à Kourou en 2003, travaille sur du lien social avec les jeunes de la ville spatiale. Tous les mercredis et samedis, c'est au domicile de ce monsieur que plus d'une cinquantaine de jeunes des quartiers se réunissent pour décider des tournages mais aussi visionner les différentes vidéos tournées. En 2013, dix ans après, c'est la consécration pour cette petite initiative de jeunes avec l'obtention d'une fréquence locale en Guyane par le CSA. KTV est donc une télévision permanente dans tous les foyers depuis son lancement la nuit du 24 avril 2013, simultanément sur la TNT et le SAT.

### Autres
Canal+ Guyane, la chaîne Canal+ diffusée aux horaires de la Martinique (soit une heure plus tardivement en Guyane, comme toutes les diffusions par satellite).
Canalsat Caraïbes :
Les chaînes de base
- LES CHAINES DE LA 1re (TV ET RADIOS, GUYANE, MARTINIQUE ET GUADELOUPE)
- CANAL 10
- VIÀATV
- FRANCE 2
- FRANCE 3 SAT
- FRANCE 4
- FRANCE 5
- FRANCE INFO (TV)
- ARTE
- TF1
- M6
- W9
- MCM
- TRACE TV
- TRACE TROPICAL
- LCI
- CNEWS
- EURONEWS
- DISNEY CHANEL
- DISNEY XD
- CANAL J
- RTL9
- COMEDIE
- 13EME RUE
- TEVA
- CUISINE TV
- LCP
- VOYAGE
- PLANET NO LIMIT
- PLANETE +
- TELE MAISON
- SPORT +
- EUROSPORT
- EQUIDIA
- TV BREIZH
- PARIS PREMIERE
- SCI FI
- NBA TV
- L'EQUIPE
- EUROPE1
- RFM
- FRANCE INFO (RADIO)
- FRANCE VIVACE
- FREQUENCE JAZZ
- RCI
- RCI GUADELOUPE
- RCI MARTINIQUE

Les chaînes en option payante
- BET
- MTV HITS
- SEASONS
- CNN
- PLANETE JUSTICE
- PLANETE THALASSA
- NATIONAL GEOGRAPHIQUE
- DISNEY CINEMAGIC
- PLAYHOUSE DISNEY
- PINK
- DORCEL TV
- XXL
- CANAL +
- CANAL + CINEMA
- CANAL + FAMILY
- LES CHAINES CINE CINEMA (SAUF CINE CLASSIQUE ET CINE STAR)
- ACTION
- TCM
- ESPN
- EUROSPORT 2
- + DE SPORT +
- + DE SPORT 2

Parmi les chaînes de télévision par satellite, les chaînes brésiliennes sont très regardées, en particulier la chaîne de télévision Globo.
Citons par ailleurs l'ancienne chaîne Antenne Créole Guyane (ACG) qui émit du 15 mars 1994 au 28 janvier 2010.

## Radios
Les fréquences radio diffusées par Télédiffusion de France (TDF).

### Liste complète
- a Gabrielle
- Chérie FM Guyane
- CEMAVYBZ 89-4 - www.cemavybz.com
- France Inter
- Fun Radio Guyane
- Guyane 1re
- Kikiwi FM
- Média Tropique FM
- Métis FM
- Mig FM Guyane
- Nostalgie Guyane
- NRJ Guyane
- Ouest FM Guyane
- Radio 2000
- Radio Alukuma
- Radio Bonne Nouvelle Guyane (RBNG)
- Radio de l'Information (RDI)
- Radio Fiiman Sten
- Radio France internationale
- Radio ITG
- Radio Jam
- Radio Joie de Vivre (RJV 97.7)
- Radio LittoMega (RLM)
- Radio Loisirs Guyane
- Radio Mission Pionnière
- Radio Mosaïque
- Radio Ouassaille de Mana
- Radio Pagani
- Radio Péyi Guyane (www.radiopeyi.com)
- Radio Putzle Guyane
- Radio Saint-Gabriel
- Radio Tour de L'Isle
- Radio Tout'Moun (RTM)
- Radio UDL
- Radio Usas FM
- RTL2 Guyane
- Trace FM
- Voix dans le désert

### Cayenne
- 88.1  Radio Mosaïque
- 88.7 	Radio Putzle Guyane
- 89.4 	cemavybz 89.4
- 90,0 - 91,0 - 92,0 : Guyane 1re
- 90.6 	Métis FM
- 91.6 	Kikiwi FM
- 92.5 	a Gabrielle
- 93.2 	Mig FM Guyane
- 93.6 	Média Tropique FM
- 94.4 	Radio Saint-Gabriel   Radio Saint-Gabriel
- 95.0 	Radio Bonne Nouvelle Guyane (RBNG)
- 95.6 	Radio Pagani
- 96.2 	Radio Jam
- 96.9 	Radio 2000
- 97.3 	NRJ Guyane
- 97.7 	Radio Joie de Vivre (RJV 97.7)
- 98.3 	Voix dans le désert
- 98.7 	Radio France internationale
- 99.3 	Nostalgie Guyane
- 100.0 - 102.0 France Inter
- 100.6 Radio Loisirs Guyane
- 101.5 Radio ITG
- 102.5 Radio Tour de L'Isle
- 102.9 Fun Radio Guyane
- 103.3 Radio Tout'Moun (RTM)
- 103.7 Radio Usas FM
- 104.3 Trace FM
- 104.7 Chérie FM Guyane
- 105.1 Radio de l'Information (RDI)
- 105.5 RTL2 Guyane
- 105.9 Radio Mission Pionnière

### Grand-Santi
- 90.3 	Radio Fiiman Sten
- 92.0 	France Inter
- 95.0 	Guyane 1re

### Iracoubo
- 90.5 	Ouest FM Guyane
- 92.0 	Guyane 1re
- 97.5 	Voix dans le désert
- 102.0 France Inter
- 103.5 Fun Radio Guyane
- 104.5 Radio Putzle Guyane

### Kourou
- 88.4 	Radio de l'Information (RDI)
- 89.0 	Radio Bonne Nouvelle Guyane (RBNG)
- 89.7 	Fun Radio Guyane
- 90.3 	Radio Saint-Gabriel
- 91.3 	Radio Pagani
- 92.8 - 98.0 RTL2 Guyane
- 94.0 	Guyane 1re
- 95.3 	NRJ Guyane
- 95.9 	Ouest FM Guyane
- 96.5 	Métis FM
- 99.6 	Nostalgie Guyane
- 100.3 Radio ITG
- 104.0 France Inter
- 106.2 Trace FM
- 106.6 Chérie FM Guyane
- 107.4 Voix dans le désert

### Mana
- 92.9 	Ouest FM Guyane
- 93.3 	Radio Alukuma
- 94.0 	Guyane 1re
- 95.0 	Radio Ouassaille de Mana
- 104.0 France Inter
- 106.8 Fun Radio Guyane

### Ouanary
- 90,0 	Guyane 1re

### Regina
- 91.0 - 94.0 	Guyane 1re

### Saint-Georges-de-l'Oyapock
- 94.0 Guyane 1re

### Saint-Laurent-du-Maroni
- 89.2 	Radio Alukuma
- 89.6 	Ouest FM Guyane
- 90.2 	Radio UDL
- 91.0 	Guyane 1re
- 91.5 	Radio Mosaïque
- 92.4 	Trace FM
- 94.5 	Nostalgie Guyane
- 95.7 	Radio Saint-Gabriel
- 96.7 	Voix dans le désert
- 98.7 	Radio France internationale
- 100.1 Radio LittoMega (RLM)
- 100.5 NRJ Guyane
- 101.0 - 104.0 France Inter

### Sinnamary
- 91,0 - 95,0 Guyane 1re
- 98.5 	Fun Radio Guyane
- 99.0 	Radio Mosaïque
- 101.0 France Inter
- 102.2 Voix dans le désert
- 102.7 Radio Saint-Gabriel
- 104.9 Ouest FM Guyane
- 106.4 Radio Putzle Guyane

Les radios à fort taux d'écoute classées par ordre d'audience : LA 1ERE GUYANE : 92.0  / NRJ Guyane: 97.3 / METIS FM : 90.6 /  TRACE FM : 104.3 / NOSTALGIE : 99.3 / MIG FM GUYANE: 93.2.

## Presse écrite
La presse écrite guyanaise se compose de :
- France-Guyane[3], le principal quotidien d'information locale, nationale et internationale en Guyane, vendu 1,10 €. Certains numéros sont vendus avec un magazine.
- OKA.MAG, un bimestriel édité par l'association Oka.Mag (loi 1901). Il se définit ainsi : "le magazine des Amérindiens de Guyane est l'expression de leur culture, de leur volonté d'être entendus, et de leurs difficultés au quotidien". Disparu en 2011[4].
- Une saison en Guyane, un semestriel édité par l'Atelier Aymara. Depuis 2008, Une saison en Guyane est un magazine sur la Guyane, et toutes les Guyanes depuis l'Amazone jusqu'à l'Orénoque. Biodiversité, conservation, culture, société... Il est distribué en France hexagonal et dans l'Outre-mer.
- Touloulou Magazine, revue officielle du carnaval guyanais paraissant annuellement depuis 1994.
- Guyamag, un mensuel gratuit édité depuis juin 2005 par le Conseil régional de Guyane et dont le slogan est "travailler, entreprendre et vivre en Guyane". Le directeur de publication est Stéphane Cau.
- Le 97.3, hebdomadaire gratuit de petites annonces pour les particuliers et de quelques pub[5]. À Cayenne, il était déposé dans les boîtes aux lettres. le-gratuit-973-devient

- MO NEWS, hebdomadaire d’informations locale.

### Presse disparue
- Le pou d'agouti, un journal tri-annuel de l'association éponyme. Aujourd'hui disparu, il traitait jusqu'en 2004 de sujets sensibles en rapport avec l'environnement en Guyane.
- La Semaine guyanaise, un hebdomadaire consacré aux programmes TV, aux petites annonces de particuliers et qui propose également des reportages. Disparu en 2015.

## Information en ligne
- Mouvguyane, le site des mouvements et sorties en Guyane.
- Guyaweb, portail d'actualités, de petites annonces et sorties guyanaises. L'information est alternative.
- Le Kotidien[6], journal gratuit (envoyé en PDF) traitant de l'actualité économique, politique, sociale et culturelle de la Guyane. Basé à Cayenne.
- Blada, "Le Marron - Petit Journal de Kourou - Chroniques atypiques de la Guyane Française". Créé en 2000, Blada est  le site d'information le plus ancien de Guyane et sans doute le plus fréquenté.
- Terres de Guyane, un site d'information généraliste sur la Guyane.
- 97320, un site consacré à Saint-Laurent-du-Maroni qui se définit comme le "Site d'information hebdomadaire de la capitale de l'ouest guyanais"